# Montilla
Montilla is een gemeente in de Spaanse provincie Córdoba in de regio Andalusië met een oppervlakte van 169 km². In 2007 telde Montilla 23.650 inwoners.

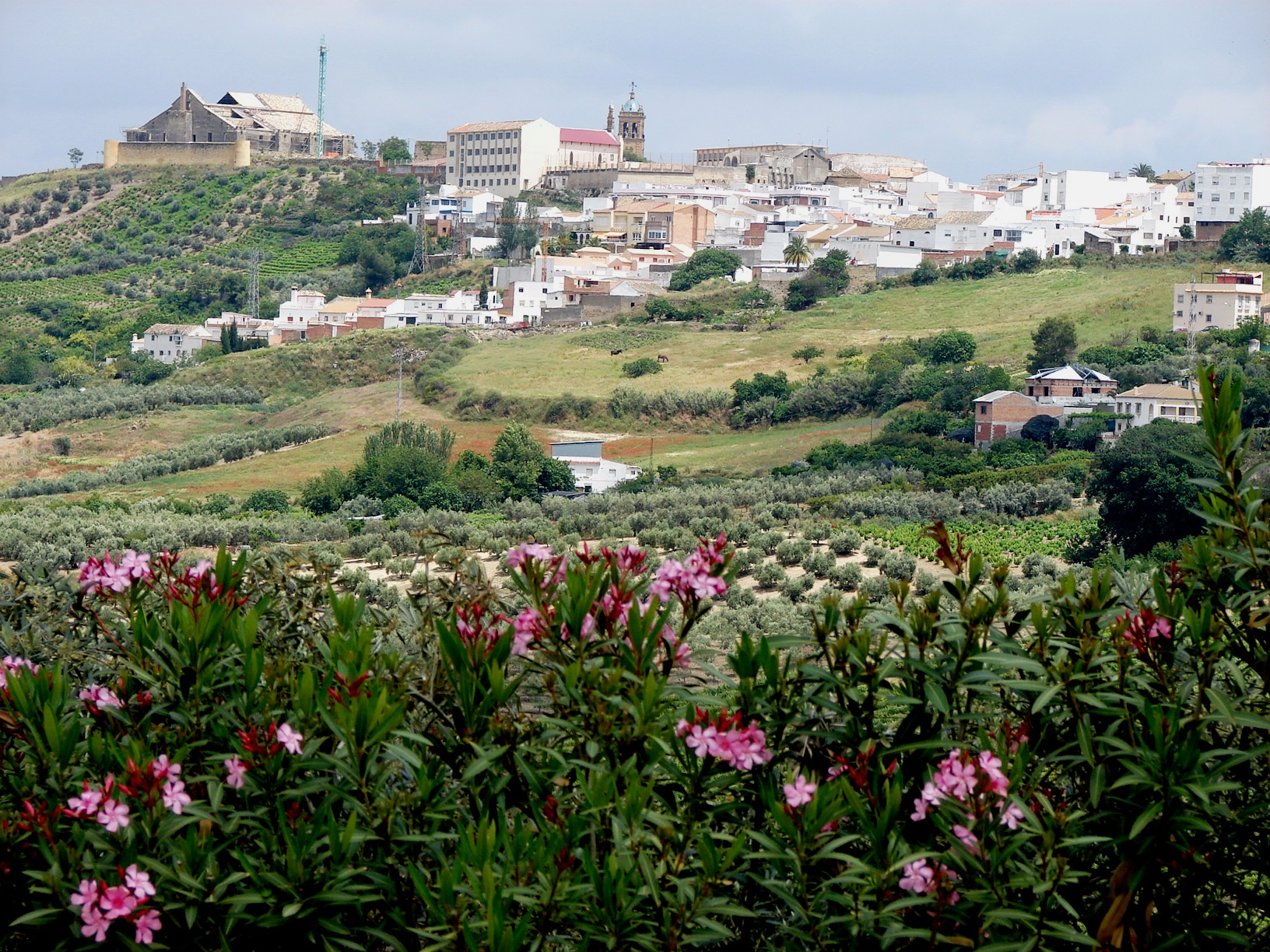
Montilla
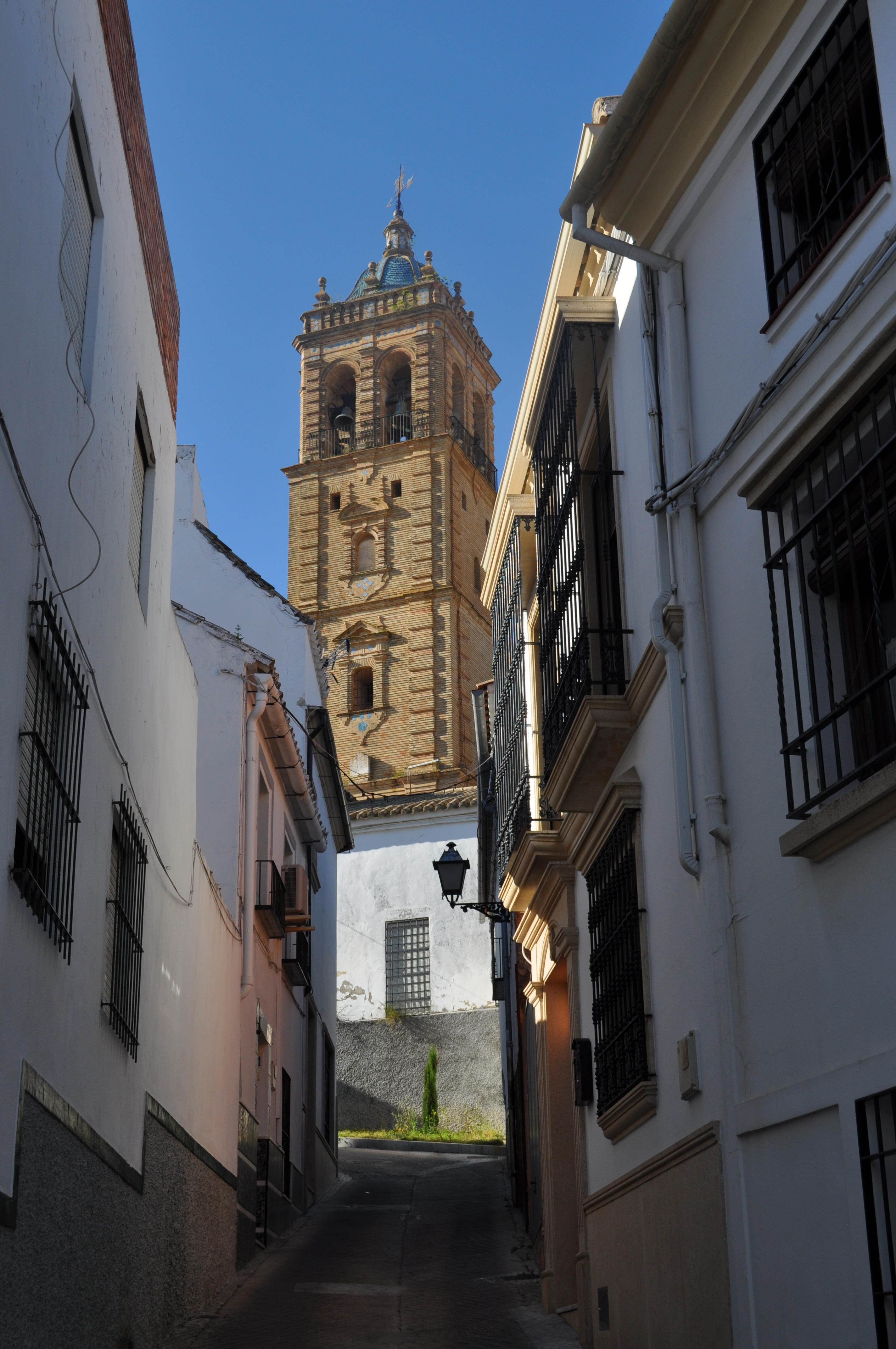
Straat in Montilla
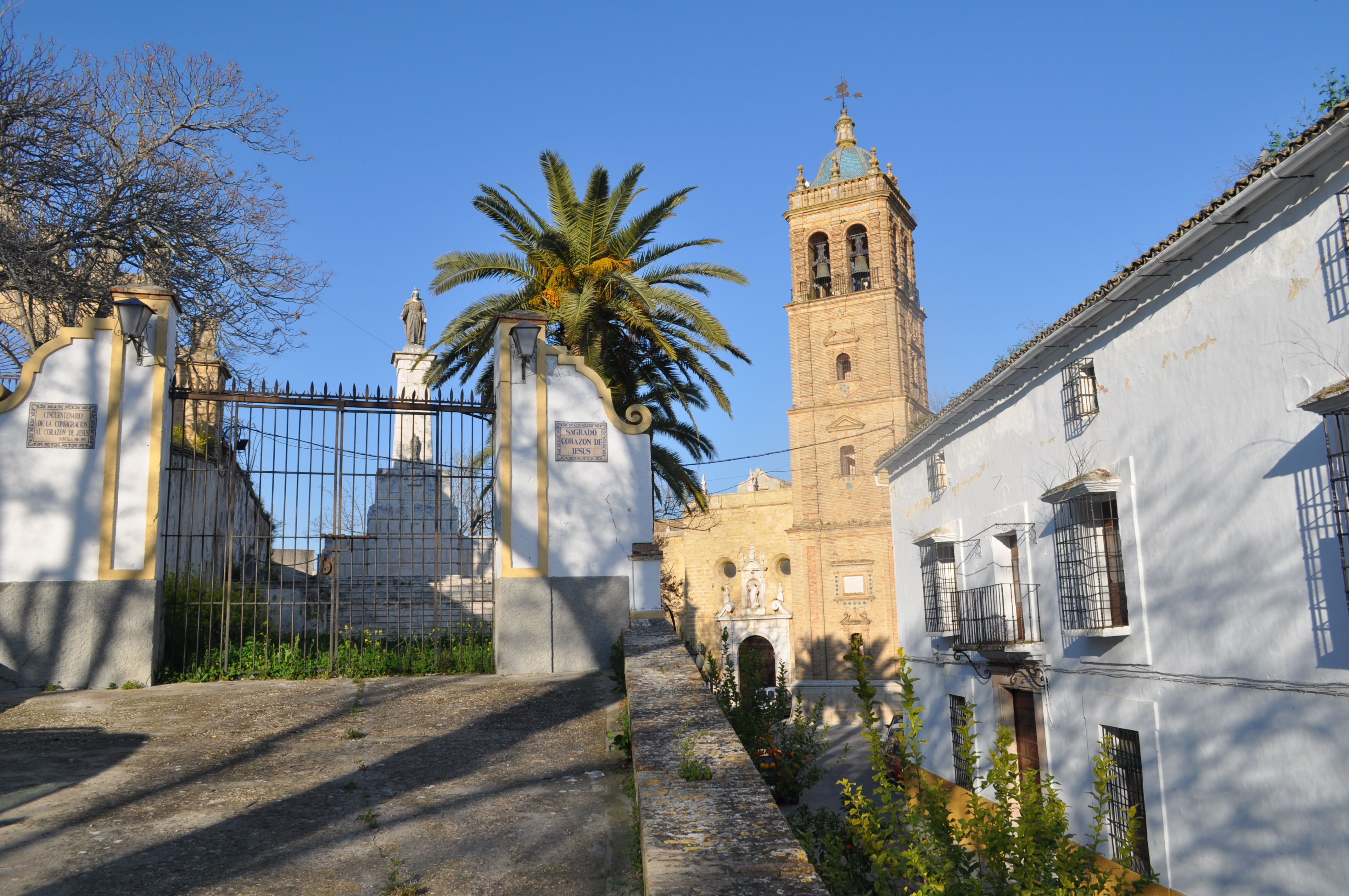
Parochiekerk van Montilla

## Demografische ontwikkeling
Bron: INE; 1857-2011: volkstellingen
Opm.: In 1857 werd de gemeente Santa Cruz geannexeerd; in 1996 werd Santa Cruz afgestaan aan de stad Córdoba